# Ronde van Frankrijk 2021/Zesde etappe
De zesde etappe van de Ronde van Frankrijk 2021 werd verreden op 1 juli met start in Tours en finish in Châteauroux.

## Verloop
Thomas De Gendt, Greg Van Avermaet, Kasper Asgreen, Jonas Rickaert, Søren Kragh Andersen, Georg Zimmermann, Toms Skujins en Nils Politt vormden de vroege vlucht. De sprintersploegen gaven hen echter geen ruimte en de koplopers kregen maximaal één minuut voorsprong. Uiteindelijk werden ze na dertig kilometer weer ingerekend, met uitzondering van Van Avermaet die solo verder ging. Roger Kluge ging in de achtervolging, en haalde uiteindelijk Van Avermaet bij, terwijl de voorsprong van het duo groeide.
Van Avermaet en Kluge werden bijgehaald met nog slechts tweeënhalve kilometer te rijden. Geletruidrager Mathieu van der Poel leidde de sprint in voor zijn ploeggenoten Jasper Philipsen en Tim Merlier. Beiden bemoeiden zich  met de sprint, maar het was Mark Cavendish die opnieuw de snelste was met een kleine voorsprong op Philipsen.

## Uitslag
| Tours – Châteauroux (160,4 km) |                  |                       |          |
| Plaats                         | Naam             | Ploeg                 | Tijd     |
| 1                              | Mark Cavendish   | Deceuninck–Quick-Step | 3u17'36" |
| 2                              | Jasper Philipsen | Alpecin-Fenix         | z.t.     |
| 3                              | Nacer Bouhanni   | Arkéa Samsic          | z.t.     |
| 4                              | Arnaud Démare    | Groupama-FDJ          | z.t.     |
| 5                              | Peter Sagan      | BORA-hansgrohe        | z.t.     |
| 6                              | Cees Bol         | Team DSM              | z.t.     |
| 7                              | Tim Merlier      | Alpecin-Fenix         | z.t.     |
| 8                              | Wout van Aert    | Team Jumbo-Visma      | z.t.     |
| 9                              | Michael Matthews | Team BikeExchange     | z.t.     |
| 10                             | Mads Pedersen    | Trek-Segafredo        | z.t.     |

| Algemeen klassement |                      |                       |           |
| Plaats              | Naam                 | Ploeg                 | Tijd      |
| Gele trui           | Mathieu van der Poel | Alpecin-Fenix         | 20u09'17" |
| 2                   | Tadej Pogačar        | UAE Team Emirates     | + 8"      |
| 3                   | Wout van Aert        | Team Jumbo-Visma      | + 30"     |
| 4                   | Julian Alaphilippe   | Deceuninck–Quick-Step | + 48"     |
| 5                   | Aleksej Loetsenko    | Astana-Premier Tech   | + 1'21"   |
| 6                   | Pierre Latour        | Team TotalEnergies    | + 1'28"   |
| 7                   | Rigoberto Urán       | EF Education-Nippo    | + 1'29"   |
| 8                   | Jonas Vingegaard     | Team Jumbo-Visma      | + 1'43"   |
| 9                   | Richard Carapaz      | INEOS Grenadiers      | + 1'44"   |
| 10                  | Primož Roglič        | Team Jumbo-Visma      | + 1'48"   |

## Nevenklassementen
| Puntenklassement |                  |                       |        |
| Plaats           | Naam             | Ploeg                 | Punten |
| Groene trui      | Mark Cavendish   | Deceuninck–Quick-Step | 148    |
| 2                | Jasper Philipsen | Alpecin-Fenix         | 102    |
| 3                | Nacer Bouhanni   | Arkéa-Samsic          | 99     |

| Bergklassement |                      |                |        |
| Plaats         | Naam                 | Ploeg          | Punten |
| Bolletjestrui  | Ide Schelling        | Bora-Hansgrohe | 5      |
| 2              | Mathieu van der Poel | Alpecin-Fenix  | 4      |
| 3              | Anthony Perez        | Cofidis        | 3      |

| Jongerenklassement |                  |                   |           |
| Plaats             | Naam             | Ploeg             | Tijd      |
| Witte trui         | Tadej Pogačar    | UAE Team Emirates | 20u09'25" |
| 2                  | Jonas Vingegaard | Team Jumbo-Visma  | + 1'35"   |
| 3                  | David Gaudu      | Groupama-FDJ      | + 2'27"   |

| Ploegenklassement |                       |           |
| Plaats            | Ploeg                 | Tijd      |
|                   | Jumbo-Visma           | 60u32'02" |
| 2                 | EF Education-Nippo    | + 2'25"   |
| 3                 | Bahrain-Victorious    | + 3'02"   |
| 4                 | Astana Pro Team       | + 3'23"   |
| 5                 | Deceuninck–Quick-Step | + 3'25"   |

1e etappe ·
2e etappe ·
3e etappe ·
4e etappe ·
5e etappe ·
6e etappe ·
7e etappe ·
8e etappe ·
9e etappe ·
10e etappe ·
11e etappe ·
12e etappe ·
13e etappe ·
14e etappe ·
15e etappe ·
16e etappe ·
17e etappe ·
18e etappe ·
19e etappe ·
20e etappe ·
21e etappe
Startlijst · Eindstanden · Afbeeldingen